# Acraea ehmckei
Acraea ehmckei är en fjärilsart som beskrevs av Herman Dewitz 1889. Acraea ehmckei ingår i släktet Acraea och familjen praktfjärilar. Inga underarter finns listade i Catalogue of Life.